# Eric Prydz
Eric Sheridan Prydz, znany również pod pseudonimami Cirez D i Pryda (ur. 19 lipca 1976 w Täby) – szwedzki producent muzyczny i DJ.
Po burzliwym dzieciństwie (za kradzież szkolnego keyboardu trafił do zakładu poprawczego) w latach 80. zajął się muzyką elektroniczną. Współpracował m.in. z Steve'em Angello. W 2002 wydał płytę EP1, zawierającą utwory Mr. Jingles, On the Strip i Chasing It.
Międzynarodową sławę przyniósł mu hit „Call on Me”, będący coverem utworu Steve'a Winwooda „Valerie” z lat 80.. Remiks tak się Winwoodowi spodobał, że udzielił pozwolenia na użycie sampli oraz specjalnie nagrał wokal do niego. Przebój w 2004 dotarł na pierwsze miejsca list przebojów m.in. w Niemczech i Wielkiej Brytanii, gdzie utrzymywał się na szczycie zestawienia UK Singles Chart przez pięć tygodni.

## Dyskografia

### Albumy
- 2012: Eric Prydz Presents Pryda
- 2016: Opus

### Single
- 2001: "Bass-Ism"/"Groove Yard" (oraz Marcus Stork)
- 2001: Vacuum Cleaner"/"Chord Funk (oraz Marcus Stork jako Groove System)
- 2002: "Sunlight Dancing" (jako Sheridan)
- 2002: "Wants vs. Needs" (jako Sheridan)
- 2002: "Seashells" (jako Moo)
- 2002: "Don't Stop"/"Steam Machine"/"Always Searching" (oraz Andreas Postl jako Dukes of Sluca)
- 2003: "Mighty Love" (oraz Andreas Postl jako Dukes of Sluca, versus Apollo)
- 2003: "Dirty Souls"/"Fear Tha Pimps"/"Back to the Groov (oraz Marcus Stork jako Hardform)
- 2003: "In & Out" (gościnnie: Adeva)
- 2003: "Diamond Girl"/"It's Over"/"W-Dizco" (jako Cirez D)
- 2003: "Jonico (Mediterranean Mix)" (jako Moo, oraz Luciano Ingrosso)
- 2003: "Sunset at Keywest" (jako Moo)
- 2003: "Sunrize" (oraz Steve Angello jako A&P Project, gościnnie: Zemya Hamilton)
- 2004: "Slammin'"/"Inner Space"
- 2004: "Control Freak"/"Hoodpecker" (jako Cirez D)
- 2004: "Deep Inside" (jako Cirez D)
- 2004: "Human Behaviour"/"Lesson One" (jako Pryda)
- 2004: "Call on Me"
- 2004: "Spooks"/"Do It" (jako Pryda)
- 2004: "High On You" (jako Sheridan)
- 2005: "Nile"/"Sucker DJ" (jako Pryda)
- 2005: "Aftermath"/"The Gift" (jako Pryda)
- 2005: "Knockout"/"Lost Love" (jako Cirez D)
- 2005: "Teaser"/"Lollipop" (jako Cirez D)
- 2005: "Re-Match"/"B-Boy" (jako Cirez D)
- 2006: "Punch Drunk"/"Copyrat" (jako Cirez D)
- 2006: "Mouseville Theme" (jako Cirez D)
- 2006: "Remember"/"Frankfurt" (jako Pryda)
- 2006: "Fatz Theme"/"Flycker" (jako Sheridan)
- 2006: "123"/"321" (jako AxEr, oraz Axwell)
- 2007: "Horizons"/"Tigerstyle" (jako Cirez D)
- 2007: "Genesis" (jako Pryda)
- 2007: "RYMD"/"Armed" (jako Pryda)
- 2007: "Ironman"/"Madderferrys" (jako Pryda)
- 2007: "Muranyi"/"Balaton" (jako Pryda)
- 2007: "Europa"/"Odyssey" (jako Pryda)
- 2008: "Pjanoo"/"F12" (jako Pryda)
- 2008: "Stockholm Marathon"/"The Journey" (jako Cirez D)
- 2008: "Läget?" (jako Cirez D)
- 2008: "Evouh"/"Wakanpi"/"Rakfunk" (jako Pryda)
- 2009: "Animal"/"Miami to Atlanta"/"Loaded" (jako Pryda)
- 2009: "The Tunnel"/"Raptor" (jako Cirez D)
- 2009: "Melo"/"Lift"/"Reeperbahn" (jako Pryda)
- 2009: "On/Off"/"Fast Forward" (jako Cirez D)
- 2009: "Waves"/"Alfon" (jako Pryda)
- 2010: "Glow" (jako Cirez D)
- 2010: "Inspiration"/"RYMD 2010" (jako Pryda)
- 2010: "Emos"/"Viro" (jako Pryda)
- 2010: "Bauerpost"/"Glow (In the Dark Dub)" (jako Cirez D)
- 2010: "The Tumble"/"Exit" (jako Cirez D)
- 2010: "M.S.B.O.Y."/"The End" (jako Pryda)
- 2010: "Niton"/"Vega" (jako Pryda)
- 2010: "Illusions"/"Glimma" (jako Pryda)
- 2011: "Full Stop" (jako Cirez D)
- 2011: "Mirage"/"Juletider"/"With Me" (jako Pryda)
- 2011: "Tomorrow"/"Sirtos Madness" (jako Cirez D, oraz Acki Kokotos)
- 2011: "Mokba" (jako Cirez D)
- 2011: "2Night" (jako Pryda)
- 2012: "We Are Mirage" (oraz Empire of the Sun)
- 2012: "Every Day" (jako Pryda)
- 2012: "Bergen/"Recomondos (jako Pryda)
- 2013: "Power Drive" (jako Pryda)
- 2013: "Thunderstuck"/"Drums in the Deep" (jako Cirez D)
- 2013: "Layers" (jako Pryda)
- 2013: "Rotonda" (jako Pryda)
- 2013: "Lycka"/"F.A.T." (jako Pryda)
- 2014: "Liberate"
- 2014: "Mija"/"Origins"/"Backdraft"/"Axis" (jako Pryda)
- 2014: "Ruby" (jako Cirez D)
- 2015: "Tether" (versus CHVRCHΞS)
- 2015: "Generate"
- 2015: "Loving You" (jako Pryda)
- 2015: "Opus"
- 2015: "T.I.D." (jako Pryda)
- 2015: "One Day" (jako Pryda)
- 2015: "Voided" (jako Cirez D)
- 2016: "Breathe" (gościnnie: Rob Swire)
- 2016: "The Future" (jako Pryda)
- 2016: "Lillo" (jako Pryda)

### Remiksy
- 2002: Outfunk – "Echo Vibes (Eric Prydz Remix)"
- 2002: Star Alliance – "PVC (Eric Prydz Remix)"
- 2002: Par-T-One – "I'm So Crazy (Eric Prydz Remix)"
- 2003: Harry's Afro Hut – "C'mon Lady (Eric Prydz Remix)"
- 2003: Outfunk – "Lost in Music (Eric Prydz Remix)"
- 2003: Steve Angello – "Voices (Eric Prydz Remix)"
- 2003: Snap! vs. Motivo – "The Power (of Bhangra) (Eric Prydz Remix)"
- 2003: M Factor – "Come Together (Eric Prydz Remix)"
- 2003: The Attic – "Destiny (Eric Prydz Remix)"
- 2003: Futureshock – "Pride's Paranoia (Eric Prydz Remix)"
- 2003: Oliver Lieb & Shakeman Presents Smoked – "Metropolis (Eric Prydz Remix)"
- 2003: Pet Shop Boys – "Miracles (Eric Prydz Remix)"
- 2003: Aloud – "Sex & Sun (Eric Prydz Remix)"
- 2004: Duran Duran – "(Reach Up for The) Sunrise (Eric Prydz Remix)"
- 2004: Shapeshifters – "Lola's Theme (Eric Prydz Remix)"
- 2004: Mutiny vs. Lorraine Cato – "Holding On (Eric Prydz Remix)"
- 2004: Alter Ego – "Rocker (Eric Prydz Remix)"
- 2005: Axwell – "Feel the Vibe (Eric Prydz Remix)"
- 2005: Howard Jones – "And Do You Feel Scared? (Eric Prydz Remix)"
- 2005: Eric Prydz & Adeva – "In & Out (Eric Prydz Remix)"
- 2006: Double 99 – "R.I.P. Groove (Cirez D Remix)"
- 2006: Switch – "A Bit Patchy (Eric Prydz Remix)"
- 2006: Paolo Mojo – "1983 (Eric Prydz Remix)"
- 2006: Michael Jackson – "Thriller (Eric Prydz Remix)"
- 2006: Duran Duran – "Nice (Eric Prydz Remix)"
- 2006: Inner City – "Good Life (Eric Prydz Summer 2006 Edit)"
- 2007: Sven Väth – "The Beauty & The Beast (Eric Prydz Re-Edit)"
- 2008: Jim Rivers & Paolo Mojo – "Ron Hardy Said (Eric Prydz Remix)"
- 2008: Christian Smith & John Selway - "Total Departure (Cirez D Remix)"
- 2009: Sébastien Léger – "The People (Eric Prydz Remix)"
- 2009: Calvin Harris – "Flashback (Eric Prydz Remix)"
- 2010: Faithless – "Not Going Home (Eric Prydz Remix)"
- 2010: Felix da Housecat – "Thee Anthem (Eric Prydz Remix)"
- 2011: Eric Prydz feat. Jan Burton – "Niton (The Reason) (Pryda '82' Mix)"
- 2011: Depeche Mode – "Never Let Me Down Again (Eric Prydz Remix)"
- 2011: Depeche Mode – "Personal Jesus (Eric Prydz Remix)"
- 2011: Digitalism – "Circles (Eric Prydz Remix)"
- 2011: Guy J & Henry Saiz – "Meridian (Pryda Remix)"
- 2012: M83 – "Midnight City (Eric Prydz Private Remix)"